# Луима, Эбнер
Эбнер Луима — гаитянин, который был зверски избит и изнасилован при помощи ручки от вантуза офицерами Департамента полиции Нью-Йорка после своего ареста в одном из ночных клубов Бруклина.

## Инцидент

Фотография Эбнера Луимы сделанная после избиения. Использована в качестве доказательства на суде.

В 1997 году Эбнер Луима, которому на тот момент было тридцать лет, проживал со своей супругой и ребёнком в Бруклине. Несмотря на то, что Луима по полученному на Гаити образованию был электриком, в США он работал в качестве охранника на очистных сооружениях во Флетлэндс, Бруклин (англ. Flatlands).
Девятого августа 1997 года Эбнер Луима зашел в популярный ночной клуб Club Rendez-Vou в районе Ист-Флэтбуш (англ. East Flatbush). Поздно ночью Луима и ещё несколько человек пытались остановить драку между двумя женщинами. После сообщения в полицию о драке на место происшествия выехали офицеры из участка № 70. Среди назначенных диспетчером на этот вызов были офицеры Джастин Вольп (англ. Justin Volpe), Чарльз Шварц (англ. Charles Schwarz), Томас Брудер (англ. Thomas Bruder) и Томас Вайс (англ. Thomas Wiese). По прибытии наряда полиции на место происшествия произошла перепалка между офицерами, владельцем клуба и участниками драки. В ходе перепалки офицеру Джастину Вольпу был нанесен удар исподтишка и в качестве нападающего офицером Вольпом был задержан Эбнер Луима за «нарушение общественного порядка» (англ. disorderly conduct), «нападению на представителя власти» (англ. obstructing government administration) и «оказанию сопротивления при аресте» (англ. resisting arrest). При задержании сотрудниками полиции Эбнер Луима был избит кулаками, резиновыми палками и портативными рациями. После прибытия в участок Луима был раздет догола, досмотрен и брошен в камеру предварительного заключения. После непродолжительного перерыва полицейские продолжили избивать Луиму и он был изнасилован в душевой участка ручкой от вантуза. Офицер Вольп сначала нанес удар по половым органам Эбнера Луимы, после чего обхватил своей рукой его мошонку и произвел анальную пенетрацию ручкой от вантуза, вследствие чего задержанный получил повреждения внутренних органов, которые потребовали последующего хирургического вмешательства. Согласно материалам судебного расследования происшествия, офицер Вольп после изнасилования задержанного прошел по участку, держа в своей руке окровавленную и обмазанную экскрементами ручку от вантуза, и похвастался сержанту в том, что он «сегодня опустил мужика» (англ. took a man down tonight).
Помимо повреждения внутренних органов у Эбнера Луимы сильно пострадали зубы, по которым били все той же ручкой от вантуза. Потерпевший позже показал, что офицеру Вольпу во время проведения насильственных действий в душевой участка помогал другой офицер, но он не смог его опознать. Невозможность опознать потерпевшим второго офицера послужило поводом к серьезным разногласиям между сторонами обвинения и защиты во время судебных разбирательств. Луима также показал на суде, что во время избиения офицеры его обзывали «ниггер» и приговаривали «преступник должен понести наказание». Позже Луима отказался от своих показаний насчет оскорблений, что было использовано стороной защиты для оспаривания всех показаний потерпевшего.
На следующий день после произошедшего инцидента в участке Эбнер Луима был на скорой помощи доставлен в больницу. Сопровождающий его офицер объяснил медицинскому персоналу, что повреждения внутренних органов у потерпевшего появились вследствие его «ненормальной гомосексуальной активности». Дежурная сестра приемного отделения скорой помощи Мэгали Лорен (англ. Magalie Laurent), не удовлетворенная объяснениями офицера, относительно гомосексуальной активности потерпевшего и полученных им повреждениях, уведомила о происшествии семью Эбнера Луимы и отдел внутренних расследований Департамента полиции Нью-Йорка. После произошедшего инцидента в участке Эбнер Луима был госпитализирован на два месяца.

## Общественное мнение
Инцидент с Эбнером Луимой привлек внимание всей страны и спровоцировал массовое недовольство внутри гаитянской общины и других диаспор. 29 августа 1997 года порядка семи тысяч демонстрантов прошли маршем к городской администрации Нью-Йорка и участку, в котором произошел инцидент. Марш прошел под лозунгом «День гнева против полицейского произвола и пыток» (англ. Day of Outrage Against Police Brutality and Harassment).
В 1998 году организацией Amnesty International случай Эбнера Луимы, наряду с другими, был включен в сводный доклад, в котором приводилась информация по пыткам, жестокости и злоупотреблениям со стороны полиции в США, и был использован в ходе кампании против пыток.
Журналист газеты New York Daily News Майк Маклари получил в 1998 году Пулитцеровскую премию за свои статьи на тему инцидента с Луимой.

## Судебное разбирательство
В ходе судебных разбирательств последовавших за инцидентом офицер Вольп отрицал свою вину по предъявленным ему обвинениями в нарушении гражданских прав и свобод Эбнера Луимы, препятствию осуществления правосудия и даче ложных показаний. В середине судебного процесса офицер Вольп изменил свои показания и признал себя виновным в совершении изнасилования Эбнера Луимы. Несмотря на то, что у пострадавшего были сильно повреждены зубы, офицер Вольп отрицал свою причастность к нанесению повреждений подобного рода при помощи полицейской дубинки и заявил, что он просто подносил дубинку близко ко рту пострадавшего. Обвиняемый офицер также признал, что своими действиями поставил под угрозу жизнь Эбнера Луимы. Согласно приговору суда от 13 декабря 1999 года офицер Вольп был признан виновным и приговорен к тридцати годам тюремного заключения без права на досрочное освобождение, штрафу в 525 долларов США и возмещению убытков в 277 495 долларов США.
Чарльз Шварц был признан сообщником в проведении насильственных действий по отношению к Эбнеру Луиме и приговорен к тюремному заключению сроком на пятнадцать лет. Во время оглашения приговора возникли вопросы относительно возможности проведения непредвзятого судебного разбирательства в «наэлектризованной атмосфере». Офицер Вольп указал в интервью программе «60 минут», что избивать Луиму ему помогал не офицер Шварц, а Томас Вайс, но этот факт не поднимался на суде. Обвинительный приговор в отношении Шварца был отменен апелляционным судом на основании того, что офицер был лишен права проведения непредвзятого судебного разбирательства. Однако в 2002 году он был обвинен в даче ложных показаний о своей непричастности к доставке Луимы в душевую полицейского участка и приговорен к пятилетнему сроку отбывания тюремного заключения. Его прошение о смягчении наказания было отклонено 30 марта 2006 года. Офицер Шварц был освобожден в феврале 2007 и поделился своими планами о будущем переезде на север США и намерениями заняться плотницким делом.
Три офицера Департамента полиции Нью-Йорка — Томас Брудер, Михаэль Белломо и Томас Вайс были признаны виновными в сокрытии преступления. Вайс, Брудер и Шварц 9 марта 2000 года были признаны виновными в препятствовании проведению федерального расследования подробностей ареста Эбнера Луимы, но обвинения были сняты федеральным судом в феврале 2002 года из-за недостатка улик. С офицера Белломо были сняты обвинения в сокрытии избиения офицером Вольпом Эбнера Луимы и ещё одного гаитянского иммигранта в тот же день.
Джастин Вольп в настоящий момент отбывает тридцатилетний срок в федеральном коррекционном центре города Колемана и его выход на свободу запланирован на 2025 год.

## После судебных разбирательств
Эбнер Луима подал иск против города, по итогам разбирательства которого решением суда от 30 июля 2001 года в пользу потерпевшего было взыскано 8 млн. 750 тыс. долларов США, что стало крупнейшим возмещением в истории города Нью-Йорка по искам о применении силы со стороны органов правопорядка. После уплаты всех необходимых сборов и судебных издержек Эбнер Луима получил на руки порядка 5 млн. 800 тыс. долларов.
В феврале 2003 Луима посетил свою семью, которая проживала на Гаити. Здесь он обсудил планы по созданию Фонда Эбнера Луимы (англ. Abner Louima Foundation), общественной организации призванной привлечь деньги для строительства общественного центра и больницы. Луима заметил, что использует часть своих денег для организации общественных центров на Гаити, в Нью-Йорке и Флориде, чьей основной целью станет юридическая, финансовая и иная помощь гаитянам и иммигрантам. Луима оплатил обучение четырнадцати детей в местечке Томассин (англ. Thomassin) где он родился и вырос. В ходе своей поездки на Гаити Луима встретился с президентом страны Жаном-Бертраном Аристидом, которого Луима знал со школы. Позже Луима в интервью заявил, что «возможно Бог спас мою жизнь и дал мне возможность сделать нужные для людей вещи».
В настоящее время Эбнер Луима живёт в Майями-Лейкс во Флориде и владеет несколькими домами во Флориде и Порт-о-Пренсе.